# 환경로 (인천)
환경로(Hwangyeong-ro)은 대한민국의 인천광역시 서구 경서동 중심부를 연결하는 도로이다.

## 노선 경로
- 북인천IC입구교차로 - 경명대로
- 국립환경과학원 진입

## 주요 건물 및 시설
- 야생생물유전자원센터, 국립생물자원관, 교통환경연구소, 국립환경과학원 - 인천광역시 서구 환경로 42